# Ludovic Clément
Ludovic Clément (Fort-de-France, 5 dicembre 1976) è un ex calciatore francese, di ruolo difensore.

## Carriera

### Club
Ha giocato nella massima serie e nella seconda divisione francese.

### Nazionale
Nel 2001 ha esordito con la nazionale martinicana.